# Centro Ana Frank (Estados Unidos)
El Centro Ana Frank de Estados Unidos (en inglés: Anne Frank Center USA) es museo que funciona como el capítulo estadounidense de la red de la que la Casa de Ana Frank es la sede principal. El Centro utiliza el diario y el espíritu de Ana Frank para enseñar sobre el impacto del racismo, el antisemitismo y otras formas de discriminación.
Anteriormente ubicado en la Calle Crosby (Crosby Street) en el barrio Soho de Manhattan, el museo se trasladó en 2012 hasta el 44 de Park Place, justo enfrente de Park51.